# تيبيريوس كلاوديوس بالبيلوس
تيبيريوس كلاوديوس بالبيلوس يعرف كذلك ب«تبيريوس الحكيم» باليونانية:ο Τιβερίος Κλαύδιος Βαλβίλλος بين (3 - 79)بعد الميلاد. كان باحثا ومنجما مصري يوناني. تيبيريوس كان ابن تيبيريوس كلاوديوس ثراسيلوس أو «ثراسيلوس من مندس» عالم النحويات من الإسكندرية والأميرة أكا الثانية من كوميغين وجده كان الملك أنطاكيوس الأول ثيوس من كوميغين.
ولد بالبيلوس ونشأ في الإسكندرية كان من مرتبة الفرسان في فترة الرومان وهي من أعلى الرتب الاجتماعية حينها.
تم تعيينه ككبير الكهنة في معبد هيرمس في الإسكندرية ومديرا لمكتبة الإسكندرية.